# Gau de Magdeburg-Anhalt
El Gau de Magdeburg-Anhalt (Gau Magdeburg-Anhalt) va ser una divisió administrativa de l'Alemanya nazi de 1933 a 1945 a l'estat alemany d'Anhalt i la província prussiana de Saxònia. Abans d'això, de 1927 a 1933, era la subdivisió regional del partit nazi en aquesta zona.
El sistema nazi de Gau (en plural Gaue) va ser establert originalment en una conferència del partit, el 22 de maig de 1926, per tal de millorar l'administració de l'estructura del partit. A partir de 1933, després de la presa de poder nazi, els Gaue va reemplaçar cada vegada més als estats alemanys com a subdivisions administratives a Alemanya.
Al capdavant de cada Gau es va situar un Gauleiter, una posició cada vegada més poderosa, especialment després de l'esclat de la Segona Guerra Mundial, amb poca interferència des de dalt. El Gauleiter local freqüentment ocupava càrrecs governamentals i de partit, i s'encarregava, entre altres coses, de la propaganda i la vigilància i, a partir de setembre de 1944, el Volkssturm i la defensa de la Gau.
La posició de Gauleiter a Magdeburg-Anhalt va estar a càrrec de Wilhelm Friedrich Loeper de 1927 a 1935, seguida pel seu diputat Joachim Albrecht Eggeling, després de la mort de Loeper a causa del càncer, que va dirigir la Gau en funcions de 1935 a 1937. Rudolf Jordan va ser l'últim Gauleiter entre 1937 i 1945. Jordan va ser sentenciat a 25 anys de presó a la Unió Soviètica després de la guerra, però va ser alliberat el 1955 i va morir el 1988. Va publicar la seva autobiografia sobre el seu temps com Gauleiter i en captivitat, que no mostrava cap indicació que estigués disposat a assumir la responsabilitat dels esdeveniments de l'Alemanya nazi.

## Gauleiters
- 1927-1935: Wilhelm Friedrich Loeper
- 1935-1937: Joachim Albrecht Eggeling (en funcions)
- 1937-1945: Rudolf Jordan